# マーティアズメモリアルAディヴィジョンリーグ
マーティアズメモリアルAディヴィジョンリーグ（ネパール語: शहीद स्मारक ए डिभिजन लीग, 英: Martyr's Memorial A-Division League）は、ネパール国内におけるサッカーリーグのトップディビジョンである。1954年創設。

## 歴史
ラナ家による支配が続いていた1947年、当時の首相であるパドマ・シャムシェル・ジャンガ・バハドゥル・ラナによりラーム・ジャナキ・サッカー・トーナメントが開催された。これが現在のリーグの原型である。王政復古による民主化の後初めて開催されたトーナメントでネパール・ポリス・フォースはハットトリックを量産して優勝した。この優勝の後、ネパール・ポリス・フォースはジャンガ・バハドゥル・ラナによる1846年の宮廷虐殺事件の被害者に捧げる形でトロフィーをネパールサッカー協会に譲渡した。以降、トーナメントはマーティアズメモリアル・リーグ・トーナメントと呼ばれるようになった。（マーティアは殉教者の意。）リーグに編成されて以降もマーティアズメモリアルリーグと呼ばれている。

## 参加クラブ（2011シーズン）
- ネパール・ポリス・クラブ
- マナン・マーシャンディ・クラブ
- ジャワラヘル・ユース・クラブ
- スリー・スター・クラブ
- イェチ・ヒマラヤン・シェルパ・クラブ
- ラニポハリ・コーナー・チーム
- ニュー・ロード・チーム
- ネパール・アーミー・クラブ
- フレンズ・クラブ
- マヒンドラ・バンスバリ・クラブ
- ブッダFC
- ネパール・アームド・ポリス・フォース
- サラスウォチ・クラブ
- マッチンドラFC
- スウォヤンブ・クラブ
- ブリゲード・ボーイズ・クラブ
- ユナイテッド・ユース・クラブ
- コイランパニ・ポールスター・クラブ

## 歴代優勝クラブ
| - 1954-55：マハビル・クラブ - 1955-56：ポリス・フォース - 1956-57：ポリス・フォース - 1957-58：アーミーXI - 1958-60：未開催 - 1960-61：ニュー・ロード・チーム - 1961-62：未開催 - 1962-63：ニュー・ロード・チーム - 1963-64：ビディヤ・ビヤマ - 1964-66：未開催 - 1966-67：マハビル・クラブ - 1967-68：フレンズ・ユニオン - 1968-69：ドーラリ・クラブ - 1969-70：マハビル・クラブ - 1970-71：ドーラリ・クラブ - 1971-72：ラニポハリ・コーナー・チーム - 1972-73：ラニポハリ・コーナー・チーム - 1973-74：ラニポハリ・コーナー・チーム | - 1975：ボーイズ・ユニオン・クラブ - 1976：スナハリ・アスレチック・クラブ - 1977：アンナプラ・クラブ - 1978：ニュー・ロード・チーム - 1979：ラニポハリ・コーナー・チーム - 1980：サンカタ・ボーイズSC - 1981-82：ラニポハリ・コーナー・チーム - 1982：アンナプラ・クラブ - 1983：サンカタ・ボーイズSC - 1984：ラニポハリ・コーナー・チーム - 1985：サンカタ・ボーイズSC - 1986：マナン・マーシャンディ・クラブ - 1987：マナン・マーシャンディ・クラブ - 1988：未開催 - 1989：マナン・マーシャンディ・クラブ - 1990-94：未開催 - 1995：ニュー・ロード・チーム - 1996：未開催 | - 1996-97：スリー・スター・クラブ - 1997-98：スリー・スター・クラブ - 1999：未開催 - 2000：マナン・マーシャンディ・クラブ - 2001：未開催 - 2002：未開催 - 2003-04：マナン・マーシャンディ・クラブ - 2004：スリー・スター・クラブ - 2005-06：マナン・マーシャンディ・クラブ - 2006-07：ネパール・ポリス・クラブ - 2007-08：未開催 - 2008-09：未開催 - 2010：ネパール・ポリス・クラブ - 2011：ネパール・ポリス・クラブ - 2012-13：スリースター・クラブ - 2013-14：マナン・マーシャンディ・クラブ - 2014-15：未開催 - 2015-16：未開催 - 2016-17：未開催 - 2017-18：未開催 - 2018-19：マナン・マーシャンディ・クラブ - 2019-20：マッチンドラFC |

## クラブ別優勝回数
| クラブ                         | 回数 |
| ------------------------------ | ---- |
| マナン・マーシャンディ・クラブ | 8回  |
| ラニポハリ・コーナー・チーム   | 6回  |
| ニュー・ロード・チーム         | 4回  |
| スリー・スター・クラブ         | 4回  |
| マハビル・クラブ               | 3回  |
| ネパール・ポリス・クラブ       | 3回  |
| サンカタ・ボーイズSC           | 3回  |
| アンナプラ・クラブ             | 2回  |
| ポリス・フォース               | 2回  |
| ドーラリ・クラブ               | 2回  |
| ボーイズ・ユニオン・クラブ     | 1回  |
| スナハリ・アスレチック・クラブ | 1回  |
| フレンズ・ユニオン             | 1回  |
| ビディヤ・ビヤマ               | 1回  |
| アーミーXI                     | 1回  |
| マッチンドラFC                 | 1回  |

## 歴代得点王
| シーズン | 国籍                        | 名前                                  | 所属クラブ                                                | ゴール数 |
| -------- | --------------------------- | ------------------------------------- | --------------------------------------------------------- | -------- |
| 2000     | ネパールの旗                | ニーラーンジャン・ラヤマジヒ          | ラニポハリ・コーナー・チーム                              | 23       |
| 2003-04  | ネパールの旗                | スレンドラ・タマン                    | スリー・スター・クラブ                                    | 15       |
| 2004     | ネパールの旗                | バサンタ・タパ                        | マナン・マルシャンディ・クラブ                            | 20       |
| 2005-06  | ナイジェリアの旗 · 不明の旗 | ジュニオール・オバグメミロ リシ・ライ | ブリゲード・ボーイズ・クラブ ラニポハリ・コーナー・チーム | 27       |
| 2009-10  | ネパールの旗                | サントス・サフハラ                    | スリー・スター・クラブ                                    | 19       |
| 2010-11  | ネパールの旗                | ジュ・マヌ・ライ                      | ネパール・ポリス・クラブ                                  | 1        |

## 主な日本人選手
- 伊藤壇 - マナン・マルシャンディFC（2011-2012）